# 大西哲史
大西 哲史（おおにし さとし、1994年8月13日 - ）は、日本の俳優、声優、動画クリエイター。香川県出身。RPGエンターテイメント、MC企画所属。SPICY BOYS with Sugar Boyのメンバー。

## 人物
ビジュアルアーツ専門学校卒業。
趣味・特技：Tiktok、動画編集、折り紙
SPICY BOYS with Sugar Boyでのメンバーカラーは緑。

## 出演
太字はメインキャラクター。

### 舞台
- 劇団大阪[1]
  - 第78回本公演「獏のゆりかご」（2016年6月3日 - 5日・10日 - 12日、谷町劇場）
  - 第79回本公演「夜明け前のカチャーシー」（2016年11月11日 - 13日、一心寺シアター倶楽）
  - 第80回本公演「walk in closet」（2017年6月2日 - 4日、谷町劇場）
  - 第81回本公演「ここにライオンはいない」（2017年11月17日 - 19日、一心寺シアター倶楽）
  - 第82回本公演「見よ、飛行機の高く飛べるを」（2018年6月8日 - 10日、一心寺シアター倶楽）
  - 第83回本公演「明日 ～1945年8月8日長崎～」（2018年11月10日・11日・16日 - 18日、谷町劇場）
  - 第84回本公演「ハイサイせば ～Hello Goodbye～」（2019年6月7日 - 9日・14日 - 16日、谷町劇場）
  - 第85回本公演「麦とクシャミ」（2019年10月18日 - 20日・25日 - 27日、谷町劇場）※Bキャスト

### テレビ番組
- ごごナマ 助けて！きわめびと（NHK総合）
- 雨上がりの「Aさんの話」〜事情通に聞きました!〜（朝日放送） - アテレコ
- 私、地獄を見ました（関西テレビ） - 再現VTR
- 愛しのナニワ飯（テレビ大阪）
- 峰竜太の事件ファイル（東海テレビ） - 再現VTR

### ウェブ番組
- Obey Me! The Boys in the House（2021年4月9日 - 7月3日、YouTube）[2]

### ウェブアニメ
- Obey Me! The Anime（ベルフェゴール）
  - Season 1（2021年）[3]
  - Season 2（2022年）[4]

### ゲーム
- Obey Me! シリーズ（ベルフェゴール）
  - Obey Me!（2019年）[5]
  - Obey Me! Nightbringer（2023年）[6]

### オーディオドラマ
- Obey Me! シリーズ（ベルフェゴール）
  - Arcadia「助けてルシファー」（2020年）
  - Dreamscape「激突！ゴミを捨てるのは誰だ！」（2021年）
  - Telepathy「噛みしめてメッセージ」（2021年）
  - It's My Party / Eternal「It's サプライズパーティ」（2021年）
  - My Wish「ルークとトロール」（2022年）
  - On Your Way / With You「金と魂の漂流」（2022年）

### ドラマCD
- Spicy Café -スパイシーカフェ-（翔杉七味）
  - Vol.1 - 4（2021年 - 2022年）
  - Season2（2023年）

### ラジオ
※はインターネット配信。
- Otaku FM（YouTube※） - ゲスト
  - レヴィアタン先生のOtaku FM 第6回（2021年3月8日）
  - Otaku FM Anime and Chill 第2回・第11回（2021年7月30日・12月17日）
  - Otaku FM Anime and Chill 2 第6回（2022年9月30日）

## ディスコグラフィ

### キャラクターソング
| 発売日   | 商品名                 | 歌                                                 | 楽曲                    | 備考                                                       |
| 2021年   | 2021年                 | 2021年                                             | 2021年                  | 2021年                                                     |
| -------- | ---------------------- | -------------------------------------------------- | ----------------------- | ---------------------------------------------------------- |
| 10月11日 | Obey Me! The Album     | ベルフェゴール（大西哲史）                         | 「Dreamscape」          | ゲーム『Obey Me!』関連曲                                   |
| 2022年   |                        |                                                    |                         |                                                            |
| 08月19日 | On Your Way / With You | Obey Me! Boys                                      | 「On Your Way」         | Webアニメ『Obey Me! The Anime Season 2』エンディングテーマ |
| 08月19日 | On Your Way / With You | Obey Me! Boys                                      | 「With You」            | Webラジオ『Otaku FM Anime and Chill 2』エンディングテーマ  |
| 2023年   |                        |                                                    |                         |                                                            |
| 01月16日 | Obey Me! The Album 2   | Obey Me! Boys                                      | 「It's My Party」       | Webアニメ『Obey Me! The Anime』エンディングテーマ          |
| 01月16日 | Obey Me! The Album 2   | Obey Me! Boys                                      | 「Eternal」             | Webラジオ『Otaku FM Anime and Chill』エンディングテーマ    |
| 01月16日 | Obey Me! The Album 2   | ベルゼブブ（矢口恭平）、ベルフェゴール（大西哲史） | 「Telepathy」           | ゲーム『Obey Me!』関連曲                                   |
| 01月16日 | Obey Me! The Album 2   | サタン（角真也）、ベルフェゴール（大西哲史）       | 「Take It Easy」        | ゲーム『Obey Me!』関連曲                                   |
| 03月24日 | Devil's Way            | Obey Me! Boys                                      | 「Devil's Way」         | ゲーム『Obey Me! Nightbringer』オープニングテーマ          |
| 10月28日 | Spooky Night Parade    | Obey Me! Boys                                      | 「Spooky Night Parade」 | ゲーム『Obey Me! Nightbringer』関連曲                      |
| 12月18日 | Magic Moment           | Obey Me! Boys                                      | 「Magic Moment」        | ゲーム『Obey Me! Nightbringer』関連曲                      |
| 2024年   |                        |                                                    |                         |                                                            |
| 04月21日 | Anniversary            | Obey Me! Boys                                      | 「Anniversary」         | ゲーム『Obey Me! Nightbringer』関連曲                      |
| 11月26日 | The Seven Rulers       | Obey Me! Boys                                      | 「The Seven Rulers」    | ゲーム『Obey Me! Nightbringer』関連曲                      |

### ユニットメンバー
1. 1 2 3 4  ルシファー（山下和也）、マモン（古林裕貴）、レヴィアタン（加田智志）、サタン（角真也）、アスモデウス（ミウラアイム）、ベルゼブブ（矢口恭平）、ベルフェゴール（大西哲史）